# Barrabás

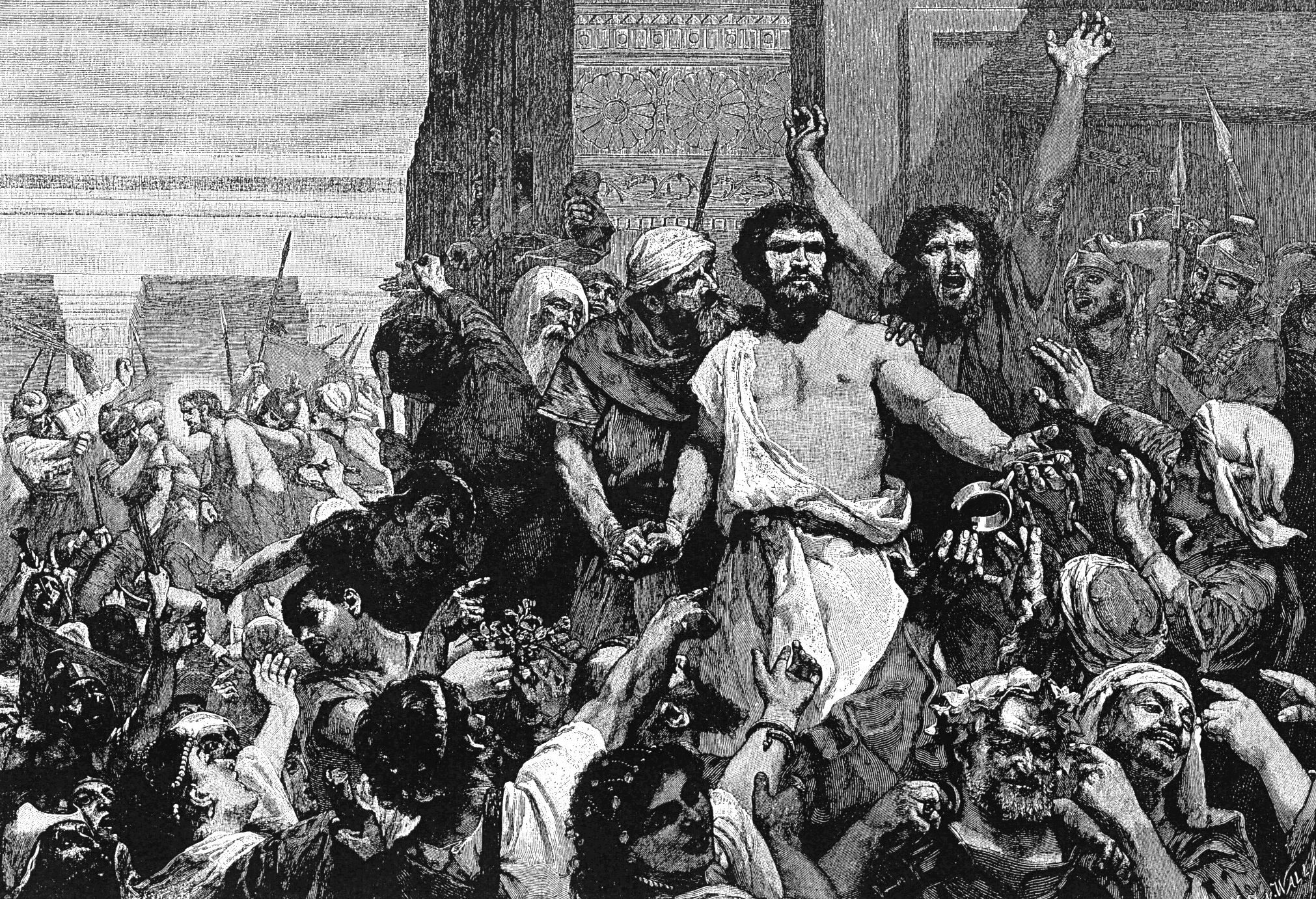
Barrabás en un dibujo del libro La Biblia y su historia enseñada por medio de mil lecciones ilustradas (Volumen 9), publicado en 1910

Barrabás es un personaje citado en el Nuevo Testamento, concretamente en relación con el proceso de Jesús ante Poncio Pilatos. Según Marcos y Lucas, estaba encarcelado por haber participado en un motín en el que se había cometido un homicidio (Mc 15:7; Lc 23:19), mientras que Juan indica que era un bandolero (Jn 18:40) y Mateo, en cambio, se refiere a él sencillamente como “un preso famoso” (Mt 27:16). La pena para su crimen habría sido la crucifixión, pero según las escrituras de los evangelios habría existido una tradición que permitiría o requeriría que Pilatos indultara a un preso sentenciado a muerte durante la Pascua mediante aclamación popular; a la gente reunida (“ochlos”, que se convirtió en “los judíos” o “la multitud” en las traducciones bíblicas) se le ofreció la opción de liberar a Jesús o a Barrabás, y según el relato se habría aclamado por la liberación de Barrabás, con la consecuente crucifixión de Jesús.

## Antroponimia
Los evangelios presentan dos variaciones del mismo nombre; el primero Bar'rabban (Bαῤῥαββᾶν Bar-rhabbân) parece representar el arameo: בּר רַבָּן 'Hijo de nuestro rabino/maestro', mientras la segunda Bar'abbas (Bαραββᾶς) parece derivar en última instancia del arameo: בּר אַבָּא 'Hijo de ʾAbbā/[el] padre', un nombre patronímico arameo.Sin embargo, ʾAbbā se ha encontrado como nombre personal en un entierro del siglo I en la población de Givat HaMivtar. Además, aparece con frecuencia como nombre personal en la sección Guemará del Talmud, un texto judío que data del 200 d. C. al 400.
En el Nuevo Testamento también aparece (Ἰησοῦς Bαῤῥαββᾶν Iēsoûs Bar-rhabbân / Ἰησοῦς Bαραββᾶς Iēsoûs Barabbâs) encontrado en diferentes manuscritos de Mateo 27: 16-17 dan a esta figura el primer nombre "Ἰησοῦς Jesús", haciendo que su nombre completo sea "Jesús Barrabás" o "Jesús Barrabban". Estas versiones, que presentan el primer nombre "Jesús", son consideradas originales por varios eruditos modernos.
El padre de la Iglesia Orígenes parece referirse a este pasaje de Mateo al afirmar que debe ser una corrupción, ya que ningún hombre pecador llevó jamás el nombre "Jesús".  Es posible que los escribas al copiar el pasaje, impulsados por un razonamiento similar al de Orígenes, hayan eliminado este nombre "Jesús" del texto original para así evitar deshonrar el nombre "Jesús" a quien consideraban el Mesías.

## Contexto del personaje
El Evangelio de Juan dice que «Barrabás era salteador» (18:40). Marcos (15:7) afirma que Barrabás “estaba en cadenas con los sediciosos, que en su sublevación habían cometido asesinato”. Lucas (23:19-25) declara que “había sido echado en la prisión por cierta sedición que había ocurrido en la ciudad, y por asesinato”. Mateo (27:16) lo considera “alguien famoso”. Por todo esto, se ha interpretado que era el líder de una facción sediciosa. 
El papa Benedicto XVI trazó un paralelo entre el nombre Bar Abba con la costumbre de otro líder sedicioso, el de la última revolución antirromana en el año 132 d. C., que fue llamado Simón bar Kojba, «hijo de la estrella».

### Debates sobre su rol en los Evangelios
Para algunos exégetas liberales, la historia de Barrabás es utilizada con frecuencia para justificar el antisemitismo, atribuyendo por la misma al pueblo judío la posible responsabilidad de la crucifixión de Jesús. Otras fuentes consideran que fue utilizada en los primeros tiempos del cristianismo para "limpiar" de culpas al Imperio romano, facilitar la adopción de dicha religión por los romanos y finalmente su oficialización. Aunque esto solo sean meras suposiciones, ya que, de haber sido así, nunca habría sido tal el detonante de desprecio inicial y permanente de las autoridades romanas con respecto a la doctrina cristiana, provocando persecuciones. Además, se tenía constancia en el conocimiento secular la mea culpa sobre Pilatos en lo referido a la ejecución de Jesús, tal como narra el historiador Tácito, por lo que esto no era desconocido ni manejado como un "cargo de conciencia del Imperio" entre los nuevos adeptos gentiles en lo concerniente al mesianismo que imperaba en Judea. 
En manuscritos griegos anteriores al siglo III provenientes de Cesarea, del Sinaí y Siria, así como en algunos manuscritos usados por Orígenes, se le llama en Mateo 27:17 “Iesous ho Barabbas”, es decir «Jesús Barrabás», Jesús Bar Abba o Jesús, hijo del padre. Según una interpretación ambos nombres serían paralelos como símbolos de las dos opciones mesiánicas: la acción para un reino aquí, como le preguntaban a Jesús “¿Es ahora que instaurarás tu reino?” o una acción nueva, “mi reino no es de este mundo”, una fuerza transformadora paradójica, aparentemente absurda. 
Hyam Maccoby, especializado en el estudio de la tradición religiosa cristiana y judía, ha propuesto la teoría de que Bar Abba era el apodo que daban a Jesús, que comenzaba siempre sus plegarias con la palabra Abba, “Padre”, mientras que el uso de “barabbas” o “Bar-abbas” no parece haber sido un nombre común en dicha época. Según esta hipótesis, cuando la multitud en La matanza exigió a Pilato que diera libertad a “Bar Abba” (Barrabás) era la libertad del mismo Jesús la que pedían, incluso se afirma que el mismo Barrabas tenía como primer nombre Yeshua (Jesús) tal y como Orígenes lo hace constar, pero que posteriormente desaparece en las versiones testamentarias, posiblemente porque los primeros cristianos no creyeron conveniente que un bandido llevara el nombre de Jesús.
Otro aspecto conflictivo es la costumbre mencionada en los evangelios de liberar a un prisionero durante la Pascua. Los mismos no están de acuerdo en si era una costumbre hebrea o romana, pero en ninguno de los dos casos se encontraron otros registros históricos que confirmaran la existencia de dicha costumbre. Los registros históricos que se poseen sobre Poncio Pilatos muestran un desprecio por la tierra en donde gobernaba, que consideraba una provincia menor del Imperio romano, y la posibilidad de que honrara una tradición judía sería remota, aunque mantuviere relaciones bastante sanas con el Sumo sacerdote del Templo de Jerusalén, respetando su autonomía como tal. Podría ser posible que Pilatos accediera en el momento una supuesta tradición como excusa para no crucificar a un líder popular y no exponerse a motivar rebeliones, aplicando una especie de acclamatio (derecho de súplica), como ya lo había hecho anteriormente frente a otra muchedumbre embravecida en el hipódromo de la ciudad de Cesarea. Pero esta vez los evangelios no lo retratan como si tuviera la situación bajo control, ya que esta no era otra simple trifulca común, sino que abarcaba directamente la posibilidad cierta de desestabilización en su Procurado, esto por las acusaciones de pretender infringir intervención directa sobre los asuntos religiosos internos del pueblo, al tener que definir una sentencia "bajo la protección" de la Ley política romana, acciones donde Pilatos se manejaba con bastante cautela y mantenía al margen.
Algunos eruditos han afirmado la posibilidad que Jesús y Barrabás pudiesen haber sido la misma persona, y que estas terminaron siendo entendidas como dos diferentes por factores diversos. Existen varias lecturas acerca de tal hipótesis exegética, una interpretación plantea que habría sido responsabilidad de elementos antisemitas en la iglesia, que al dirigir la petición de libertad hacia una persona retratada como reprobable coloca en el judaísmo la responsabilidad por la crucifixión.
También algunos consideran podría haberse tratado de un error de traducción. La multitud podría haber pedido la liberación de “Jesús Barrabás” (bar-Abba en arameo, ‘hijo del padre’), y Pilatos habría rechazado la aclamación popular. Cuando la historia fue traducida a otros idiomas, los traductores podrían no haber dominado el idioma arameo: la petición de liberación habría permanecido, pero Barrabás habría pasado en el proceso a ser una persona diferente. En este sentido, debe señalarse que muy poco tiempo antes, quizás menos de una semana, otra multitud compuesta de seguramente las mismas personas había aclamado a Jesús a su entrada a la ciudad.
Pero de la misma forma con ello no se podría descartar la interpretación que dicha figura de rebelde-agitador utilizara Bar Abbâ como una especie de apelativo o "nombre de guerra", muy similar a los atribuidos en los jefes de rebeliones anteriores contra los romanos que eran a la vez tanto políticas como religiosas, y por tanto este fuera un individuo independiente con el mismo nombre Iesous (Jesús), conociéndose el hecho que en Jerusalén el mismo era bastante común entre sus habitantes, y bajo el apelativo Bar-Abba.

### Una posible parábola

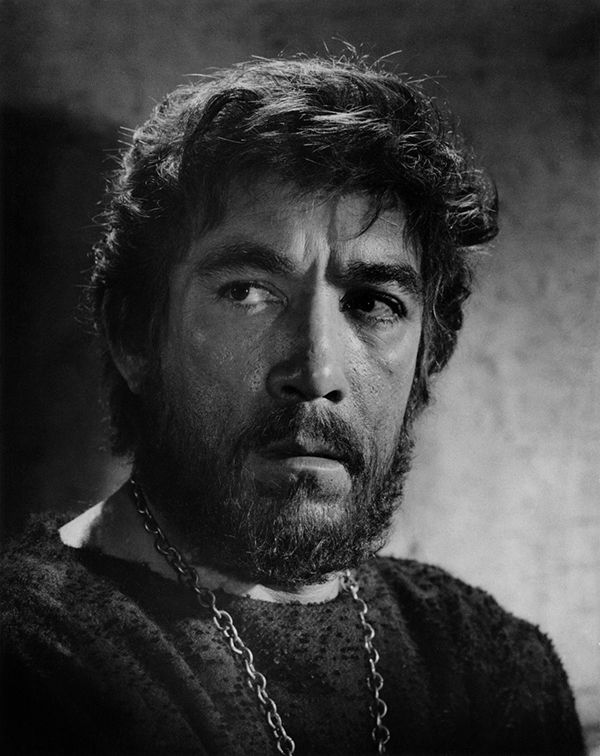
Anthony Quinn como Barrabás en Barabbas (1961).

Algunos estudiosos consideran también la posibilidad de que toda la situación respecto de Barrabás no habría ocurrido realmente, sino que sería un añadido literario a la historia, para constituir una parábola. Se indica que la elección entre uno u otro prisionero, si es retirada de la historia, no altera el curso de los acontecimientos. En este caso, la historia habría estado presente en los textos originales en arameo, antes de su traducción al griego. 
Un posible motivo para añadir a Barrabás habría sido el de crear una contrafigura opuesta a Jesús, que estaría preso por alzarse violentamente en contra del Imperio romano, mientras que la resistencia de Jesús rechaza por completo la violencia y predica el dar la otra mejilla. La situación obligaría al lector, o al oyente, a tomar partido por uno u otro, y decidir qué forma de proceder es realmente la que se corresponde con Dios. Esta opción, haría de Barrabás el mesías guerrero que algunos judíos esperaban, un zelote, para que los librase de los romanos, prefiriéndole al mesías pacífico, Jesús de Nazaret.
Barrabás podría ser también una alegoría de la humanidad. La liberación del pecador Barrabás podría representar la liberación de la humanidad del pecado original de Adán que tuvo lugar con la crucifixión de Jesús.